# Сарагулово
Сарагулово (баш. Һарығул) — деревня в Кигинском районе Республики Башкортостан Российской Федерации. Входит в состав Душанбековского сельсовета.  

## География

### Географическое положение
Расстояние до:
- районного центра (Верхние Киги): 11 км,
- центра сельсовета (Душанбеково): 6 км,
- ближайшей ж/д станции (Сулея): 58 км.

## Население
| 2002 | 2009 | 2010 |
| ---- | ---- | ---- |
| 78   | ↗88  | ↘86  |

Национальный состав
Согласно переписи 2002 года, преобладающая национальность — русские (59 %).